# Rudolf Bruci
Rudolf Bruci (født 30. marts 1917 i Zagreb, Kroatien, død 30. oktober 2002, Novi Sad, Serbien) var en kroatisk komponist, violinist, dirigent og rektor af italiensk afstamning.
Bruci studerede komposition på Musikkonservatoriet i Belgrade, og på Musikkonservatoriet i Wien hos Alfred Uhl. Spillede som violinist i Belgrade Symfoniorkester, og dirigerede på Novi Sad People’s Theatre, og blev rektor på Isidor Bajić Music School i Novi Sad. Han har skrevet 3 symfonier, 2 sinfoniettas, orkesterværker, kammermusik, balletmusik, 2 operaer, symfoniske digtninge, kantater, korværker etc.

## Udvalgte værker
- Symfoni nr. 1 (1951) - for orkester
- Symfoni nr. 2 "Symfoni Lesta" (1965) - for orkester
- Symfoni nr. 3 (1974) - for orkester
- Sinfonietta nr. 1 (1949) - for orkester
- Sinfonietta nr. 2 (1965) - for strygeorkester
- "Maskal" (1965) (Symfonisk digtning) - for orkester